# Ramón Domene
Ramón Domene Reyes (Villena, 2 januari 1990) is een Spaans wielrenner die in 2013 en 2014 uitkwam voor Caja Rural-Seguros RGA. In 2012 werd hij Spaans kampioen op de weg bij de beloften. Vanwege tegenvallende resultaten werd zijn contract bij Caja Rural eind 2014 niet verlengd.

## Overwinningen
2006
 Spaans kampioen veldrijden, Nieuwelingen
2008
3e etappe deel B Ronde van Besaya
2012
 Spaans kampioen op de weg, Beloften

## Ploegen
- 2011- Androni Giocattoli-CIPI (stagiair vanaf 1-8)
- 2012- Caja Rural (stagiair vanaf 1-8)
- 2013- Caja Rural-Seguros RGA (vanaf 20-6)
- 2014- Caja Rural-Seguros RGA